# Big Sur

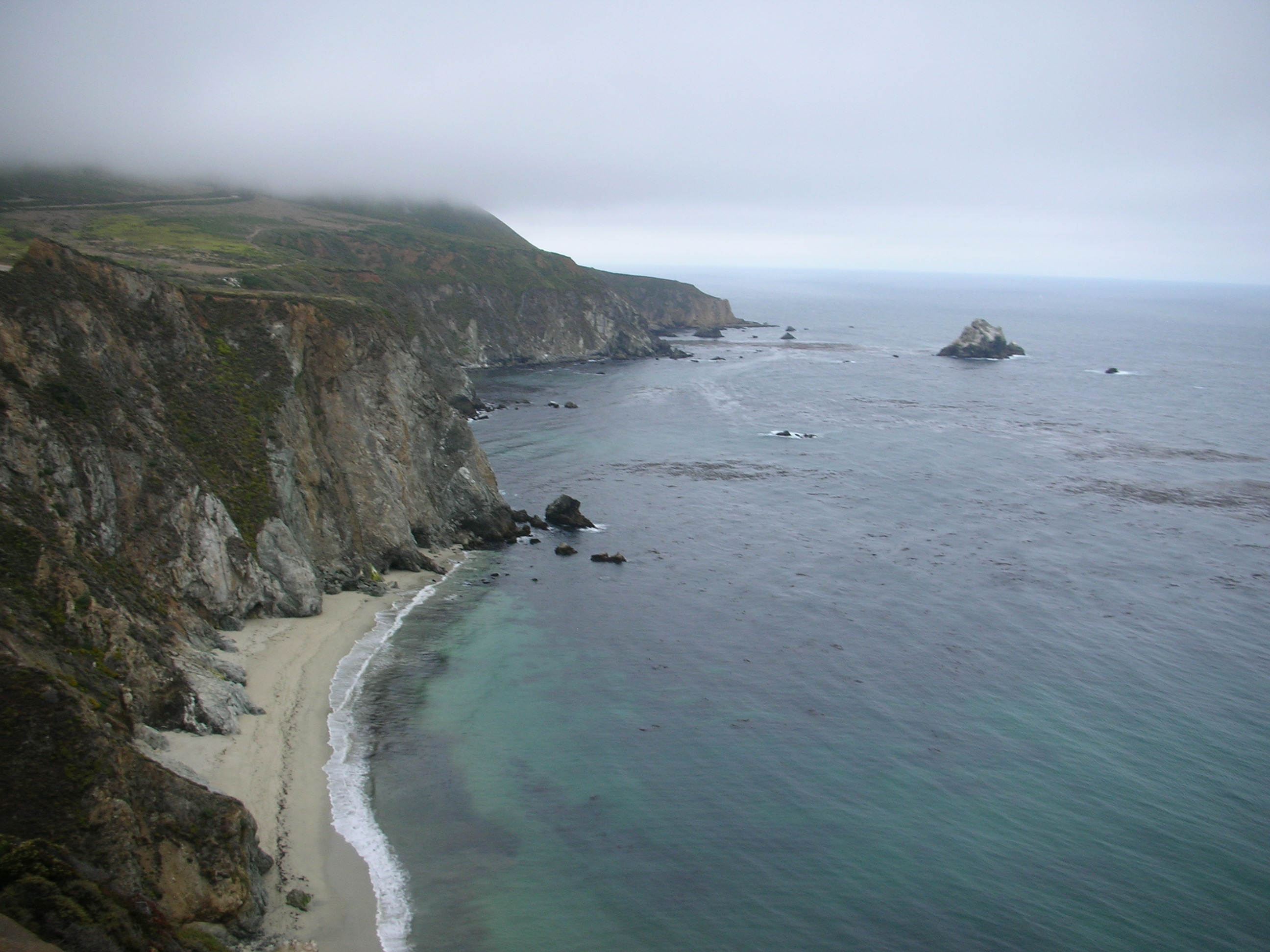
Costa de Big Sur des de Bixby Bridge, un dia típic d'estiu amb la boira a primeres hores del matí

Big Sur és una regió poc poblada de la costa central de Califòrnia, on les muntanyes de Santa Lucia s'eleven bruscament des de l'oceà Pacífic. El nom "Big Sur " prové del nom original en espanyol "el sur grande" o de "el país grande del sur". El terreny ofereix unes vistes impressionants, per la qual cosa Big Sur és un destí turístic popular a Califòrnia. La muntanya més alta d'aquesta regió és Big Sur's Cone Peak amb 1571 msnm a tan sols un 5 quilòmetres de l'oceà.[1]
Tot i que Big Sur no té uns límits específics, es defineix com la zona de costa de 140 quilòmetres que va des del riu Carmel i San Carpoforo Creek, i s'estén uns 32 quilòmetres terra endins fins als contraforts orientals de Santa Lucia. Altres fonts limiten la frontera oriental als flancs costaners d'aquestes muntanyes, només 19 quilòmetres terra endins.
El límit nord de Big Sur queda a uns 190 quilòmetres de San Francisco, mentre que l'extrem sud se situa aproximadament a uns 394 quilòmetres al nord-oest de Los Angeles.

## Història

### Nadius americans
Tres tribus de nadius americans: els ohlone, els esselen i els salinas, pel que sembla, van ser els primers habitants de l'àrea. Les troballes arqueològiques mostren que vivien a Big Sur des de feia milers d'anys, portant una vida nòmada i caçant.
S'han trobat pocs vestigis de la seva cultura material. Les puntes de les seves fletxes eren fetes d'obsidiana i pedra, que indica l'existència de vincles comercials amb tribus que vivien a centenars de quilòmetres de distància, ja que l'origen d'aquestes roques es troba a Sierra Nevada i a l'extrem nord de la costa californiana.
Cercaven de manera estacional fonts d'aliment local, vivien a prop de la costa a l'hivern on recollien en abundància musclos, orelles de mar i altres espècies marines, i a l'interior en altres èpoques per collir glans de roure. A Big Sur es poden trobar morters en forma de bol excavats a la roca que utilitzaven per moldre les glans i fer-ne farina. Aquestes tribus també utilitzaven les tècniques agrícoles de la crema controlada per augmentar el creixement dels arbres i la producció d'aliments.

### Exploració espanyola i assentaments
Els primers europeus a veure Big Sur van ser mariners espanyols encapçalats per Juan Cabrillo el 1542, que va navegar per la costa, però sense trepitjar terra ferma. Van passar dos segles abans que els espanyols fessin un intent de colonització de la zona. El 1769, una expedició liderada per Gaspar de Portolà van ser els primers europeus dels quals es té coneixement que van desembarcar a Big Sur, a l'extrem sud, a prop de San Carpoforo Canyon.
Intimidats pels penya-segats abruptes, l'expedició va evitar l'àrea i es va endinsar terra endins.
Portolà va desembarcar a la badia de Monterey el 1770, i amb el franciscà Juníper Serra, que va ajudar a fundar la majoria de les missions a Califòrnia, van establir-se a Monterey, que va esdevenir la capital de la colònia espanyola Alta Califòrnia. Els espanyols durant aquest període van donar el nom Big Sur, anomenant a la regió "el país grande del sur" que sovint s'escurçava per "el sur grande", perquè era una zona gran, inexplorada, i impenetrable al sud de la seva capital, a Monterey.
La colonització espanyola va ser devastadora pels nadius. Gran part dels membres de les tribus morien de malalties europees o pel dur treball o malnutrició a les missions durant el segle xviii, mentre que els membres restants es van assimilar amb els ramaders espanyols i mexicans durant el XIX.

### Ranxos i granges
Juntament amb la resta de Califòrnia, Big Sur es va convertir en part de Mèxic quan es va independitzar d'Espanya el 1821. El 1834, el governador mexicà José Figueroa va concedir 36 km² Ranxo El Sur, al nord de Big Sur, a Juan Bautista Alvarado. L'oncle d'Alvarado, per matrimoni, el capità John B.R Cooper, va assumir la propietat poc després. L'estructura més antiga que ha quedat a Big Sur, la Cabina d'en Cooper, va ser construïda el 1861 al ranxo Cooper.
El 1848, com a resultat de la Guerra Mexicana-Americana, Mèxic va cedir Califòrnia als Estats Units. Després de l'aprovació de la llei federal Homestead Act el 1862, alguns pioners es va traslladar a Big Sur, atrets per la promesa de parcel·les lliures. Molts llocs porten el nom dels colons d'aquest període: Gamboa, Pfeiffer, Post, Partington, Ross i McWay són noms habituals en aquests llocs. Degut a l'herència anglohispana de la zona, els nous pobladors barrejaven l'anglès i l'espanyol, i va començar a anomenar la seva nova llar "Big Sur ".

### Època industrial i la febre d'or
Des del 1860 fins a principis del segle xx, es van tallar la majoria de sequoies costaneres. Juntament amb les indústries basades en la recollida de l'escorça de tanoak, la mineria d'or i el processament de pedra calcària, l'economia local donava feina i mantenia una població més nombrosa que actualment. A partir de 1880, una ciutat del boom de la febre d'or, Manchester, va sorgir a Alder Creek a l'extrem sud. La ciutat tenia una població de 200 habitants, quatre botigues, un restaurant, quatre saloons, una sala de ball, i un hotel, però va ser abandonada després del tombant de segle i es va cremar el 1909. No hi havia carreteres en bon estat per proveir aquestes indústries, per això els empresaris locals van construir molls petits en algunes cales de la costa. Cap d'aquests embarcaments existeix actualment, i pocs senyals d'aquest període industrial breu es poden percebre per un viatger ocasional. El terreny accidentat i aïllat feia que un viatge de cinquanta quilòmetres a Monterey en carruatge durés tres dies per camins durs i perillosos, per tant era una empresa per colons forts i autosuficients.

### Un abans i un després de l'autopista 1
Després que l'auge industrial s'esvaís, durant les primeres del segle xx, hi va haver pocs canvis, i Big Sur va continuar essent un lloc gairebé inaccessible. A la dècada dels anys 20, només dues llars tenien electricitat a tota la regió, generada localment per molins d'aigua i vent. La majoria de la població vivia sense electricitat fins que es van establir les connexions de la xarxa elèctrica a principis dels 50 a Califòrnia.
Big Sur va canviar ràpidament quan, després de 18 anys de construcció i ajudada pels fons de New Deal i la utilització de la mà d'obra dels presos, va ser finalitzada una autopista de dos carrils el 1937. Abans de la construcció de l'autopista 1, la costa californiana al sud de Carmel i el nord de San Simeon eren una de les regions més remotes de l'estat. L'autopista 1 va alterar profundament l'economia local i va apropar Big Sur al món exterior, amb ranxos i granges que donaven pas a llocs turístics i segones residències. Tot i aquestes modernitzacions, Big Sur es va mantenir allunyat dels pitjors excessos del desenvolupament, degut a la lluita que van emprendre els residents per tal de conservar el lloc. El govern del comtat de Monterey va guanyar un cas al jutjats, el 1962, defensant el dret de prohibir la publicitat amb cartells o distraccions visuals a l'autopista 1. El comtat llavors va elaborar un dels plans més restrictius d'utilització de la terra, prohibint qualsevol nova construcció que fos visible des de l'autopista.

### Els artistes de Big Sur i la cultura pop

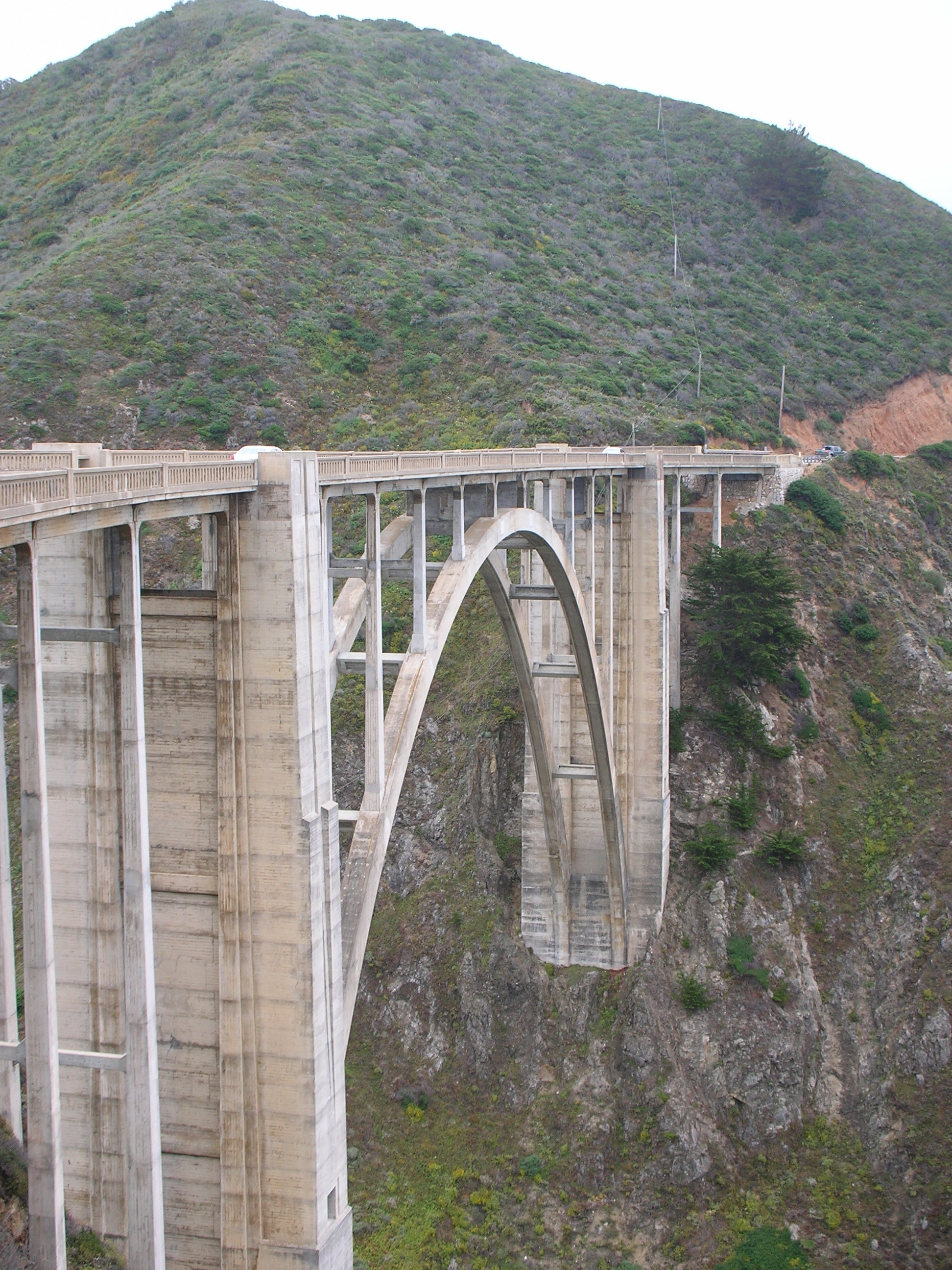
El pont de Bixby Creek

A la primera meitat del segle xx, el relatiu aïllament de Big Sur i la bellesa natural va començar a atreure un tipus diferent de pioner - escriptors i artistes, entre ells Robinson Jeffers, Henry Miller, Edward Weston, Richard Brautigan, Hunter S. Thompson, Emile Norman i Jack Kerouac. Jeffers va ser un dels primers. A partir dels anys 20, la seva poesia va introduir la idea romàntica de la naturalesa salvatge de Big Sur, uns espais indòmits a un públic lector nacional, que va animar posteriorment molts visitants. Henry Miller va viure a Big Sud des de 1944 fins a 1962. La seva novel·la de 1957 Big Sud i les taronges de Hieronymus Bosch descriu les alegries i les penes del fet d'escapar del "malson d'aire condicionat" de la vida moderna. La Henry Miller Memorial Library, un centre cultural dedicat a la vida i l'obra de Miller, és una atracció popular per a molts turistes. Hunter S. Thompson va treballar com a guarda de seguretat a Big Sur Hot Springs durant vuit mesos el 1961, abans que es convertís en l'Institut Esalen. Mentre hi era, va publicar el seu primer article a la revista de distribució nacional Rogue, sobre la cultura artesanal i bohèmia de Big Sur. Jack Kerouac va passar uns dies a Big Sur a principis de 1960 a la cabana del bosc del seu company poeta Lawrence Ferlinghetti, i va escriure una novel·la titulada Big Sur amb base a la seva experiència allà. Big Sur va agafar una reputació de lloc bohemi amb aquests nouvinguts. Henry Miller va relatar que un viatger va trucar a la seva porta, buscant el "culte del sexe i l'anarquia." Pel que sembla no va trobar-ho i el visitant va tornar a casa decebut. Es fa referència a Miller a A Confederate General at Big Sur de Brautigan, en la qual un parell de joves proven la vida idíl·lica de Big Sur en petites barraques plenes de mosques, sostres baixos, visitant homes de negocis amb crisis nervioses, i 2.452 granotes diminutes que quan canten fort els manté desperts.
Big Sur també es va convertir en la seu de centres d'estudi i contemplació - un monestir catòlic, el New Camaldoli Hermitage el 1958, l'Institut Esalen, un taller i refugi espiritual el 1962, i el Tassajara Zen Mountain Center, un monestir budista, el 1966. Esalen va allotjar moltes figures de la naixent "New Age", i a la dècada dels 60 va tenir un paper important en la popularització de les filosofies orientals, el "moviment del potencial humà", i la teràpia Gestalt als Estats Units.

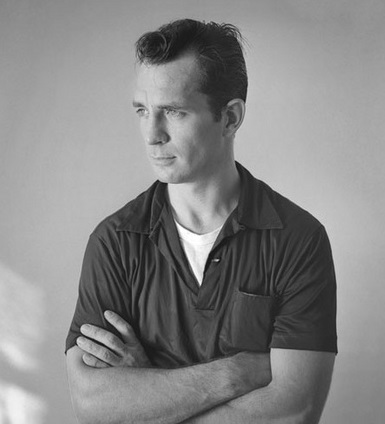
Jack Kerouac, un dels escriptors que va viure a Big Sur

La creixent popularitat de la zona i la seva bellesa cinematogràfica va atreure aviat l'atenció de Hollywood. Orson Welles i la seva esposa en aquells moments, Rita Hayworth, van comprar una cabana a Big Sur, de manera impulsiva durant un viatge per la costa el 1944. No hi van passar ni una nit, i la propietat és actualment un restaurant popular, Nepenthe. Elizabeth Taylor i Richard Burton van protagonitzar la pel·lícula de 1965 Castells a la sorra de Vincente Minnelli, amb moltes localitzacions a Big Sur, i una escena d'una festa de ball en un escenari construït que s'assemblava a Nepenthe. Castells a la sorra va ser una de les poques pel·lícules d'uns grans estudis filmada a Big Sur, i potser l'única en identificar llocs reals de Big Sur pel seu nom com a part de la trama. El DVD, que va sortir a la venda el 2006, inclou un curtmetratge sobre Big Sur narrat per Burton, citant la poesia Robinson Jeffers. Una altra pel·lícula basada en Big Sud va ser  Zandy's bride de 1974, protagonitzada per Gene Hackman i Liv Ullman. Una adaptació de The Stranger in Big Sur de Lillian Bos Ross, la pel·lícula retrata la vida de la família Ross i els seus veïns a partir de 1870 a Big Sur.
En música, The Beach Boys va dedicar les tres parts de la seva saga californiana de 1973 de l'àlbum Holland a una descripció nostàlgica de la zona i la cultura dels seus habitants. La primera part descriu l'entorn exterior de la regió, la segona part és una adaptació del poema de Robinson Jeffers The Beaks of Eagles, i la tercera part tracta de figures locals literàries i musicals. Big Sur és també esmentat pels Red Hot Chili Peppers el 2000 al seu single "Road Trippin '". La cançó parla d'un viatge per carretera en què el cantant Anthony Kiedis, el guitarrista John Frusciante i el baixista Flea intentant que John tornés a la banda. Entre altres referències notables de Big Sur en música hi ha les cançons de Buckethead Big Sur Moon a l'àlbum Colma, i la cançó de Big Sur de la banda indie irlandesa The Thrills del seu àlbum So Much for the City. La cançó de Death Cab for Cutie Bixby Canyon Bridge tracta d'un pont (el pont de Bixby Creek), prop de la cabana on Jack Kerouac va passar un temps.

### Big Sur actualment
Big Sur segueix escassament poblat, amb prop de 1.000 habitants, segons el cens dels Estas Units de 2000. La gent de Big Sur, avui en dia, són una barreja diversa: descendents dels colons originals i les famílies ranxer, artistes i altres creatius, juntament amb rics propietaris d'habitatges del món de l'entreteniment i el comerç. Els costos dels immobles són tan alts com les vistes, amb la majoria de les cases valorades per sobre dels $ 2 milions de dòlars. No hi ha zones urbanes, tot i que tres petits nuclis amb estacions de servei, restaurants, motels siguin sovint marcats en els mapes com "pobles": Big Sur, a la vall del riu Big Sur, Lucia, prop del Parc Estatal Limekiln, i Gorda, a la costa sud. L'economia està gairebé basada en el turisme totalment. Gran part dels terrenys de la costa estan en mans privades o han estat cedits al sistema de parcs de l'estat, mentre que el gran Bosc Nacional Los Padres i la Reserva Militar Fort Hunter Liggett abasta la major part de les zones de l'interior. El terreny muntanyós, residents amb consciència medioambiental i la manca de propietats disponibles per al desenvolupament han mantingut Big Sur gairebé intacte, i conserva una mística aïllada, fronterera.
El foc del Basin Complex de 2008 va obligar a evacuar dues setmanes Big Sur i el tancament de l'autopista 1, poc abans del cap de setmana del 4 de juliol.
L'incendi, que va cremar més d'uns 530 km², va representar el més gran dels incendis que es van declarar a tota Califòrnia durant el mateix període.
Encara que l'incendi no va causar pèrdua de vides humanes, va destruir 27 cases i l'economia dependent del turisme va perdre prop d'un terç dels ingressos esperats per l'estiu.

### Llista de parcs estatals (de nord a sud)
- Parc Estatal Riu Carmel
- Reserva Estatal Point Lobos
- Parc Estatal Garrapata
- Parc Històric Estatal Point Sur Lightstation
- Parc Estatal Andrew Molera
- Parc Estatal Pfeiffer Big Sur
- Parc Estatal Julia Pfeiffer Burns
- Reserva Estatal John Little
- Parc Estatal Limekiln